# Czyżkówko

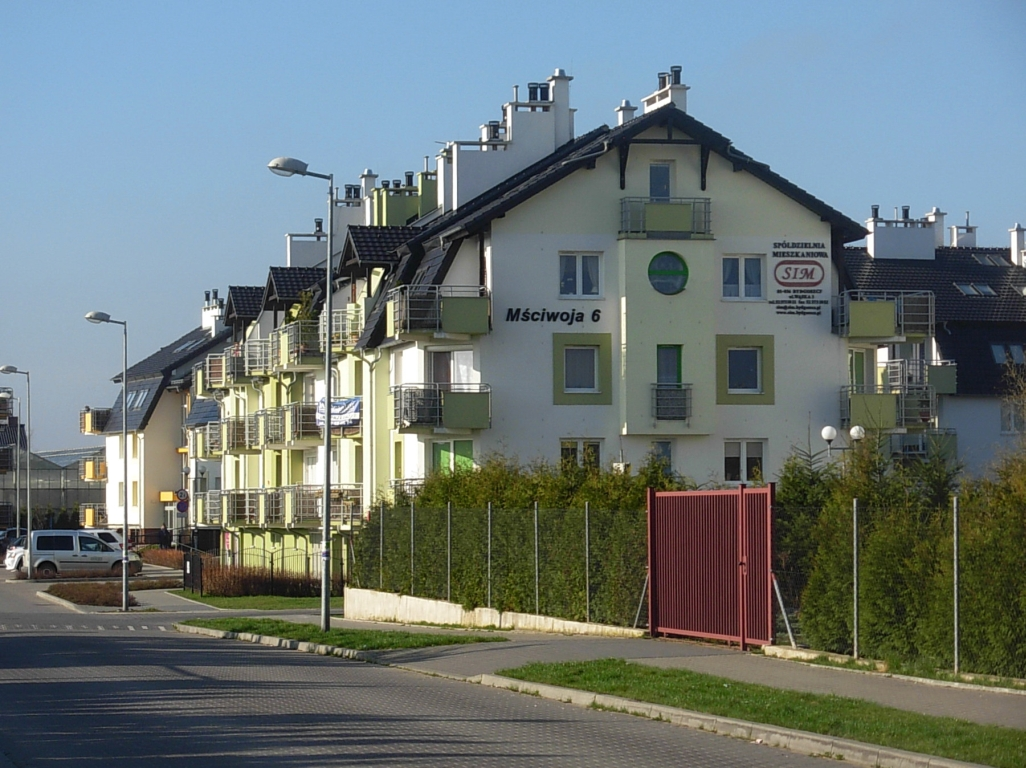
Osiedle przy ul. Mściwoja

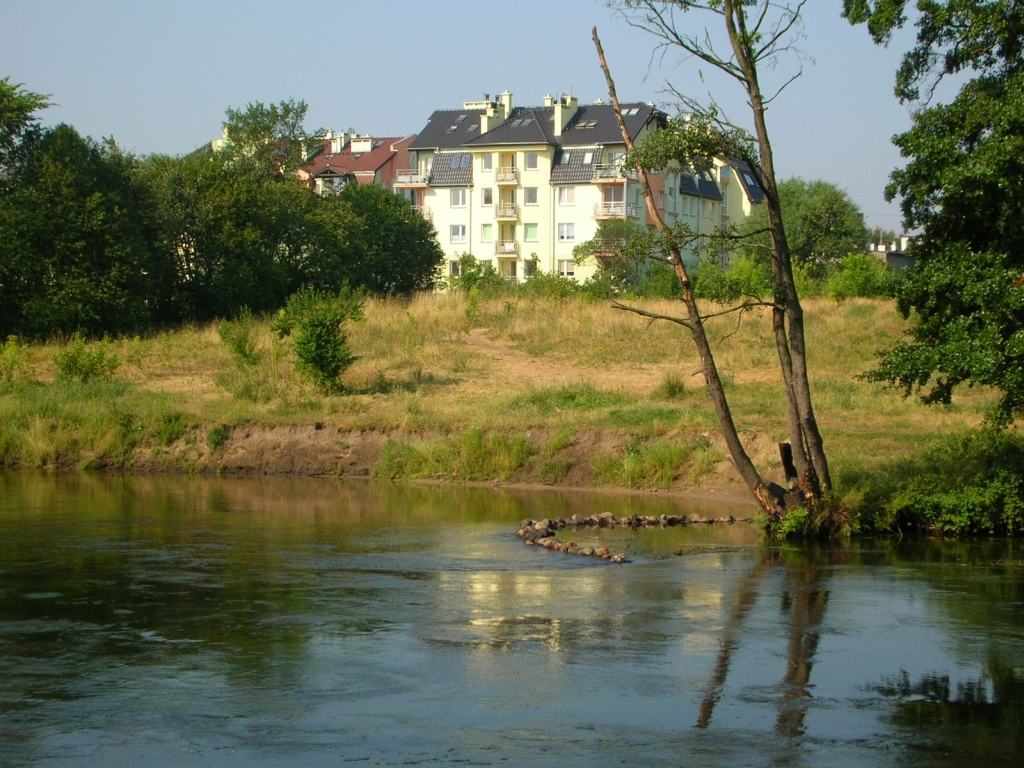
Budynki nad Brdą

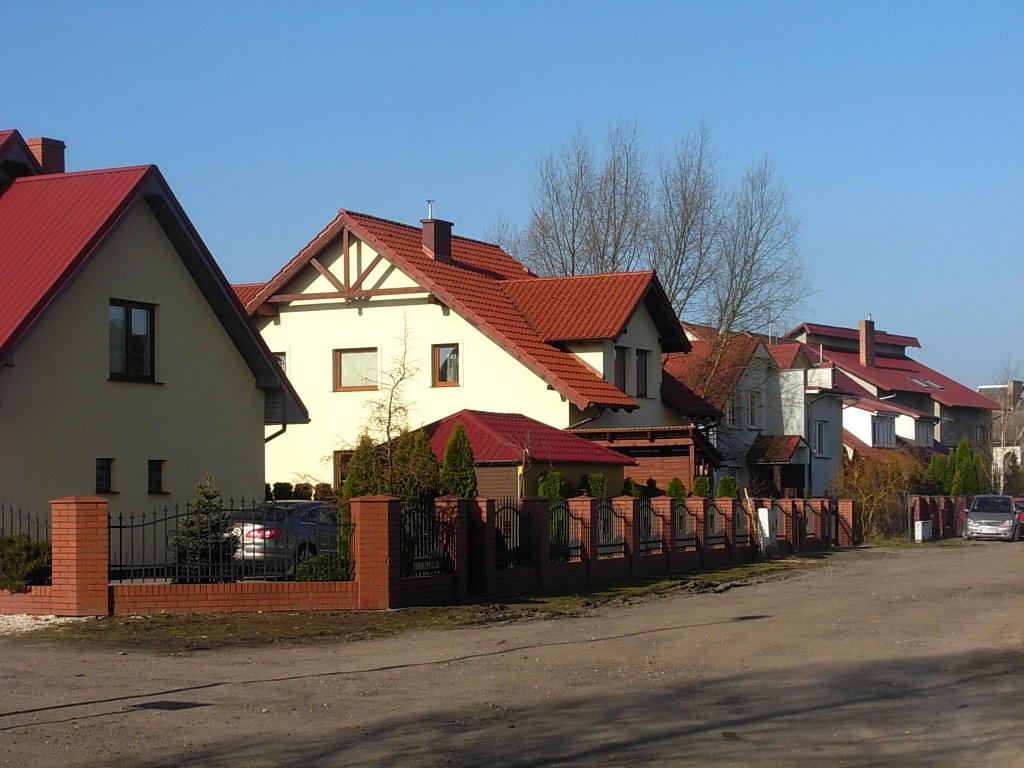
Zabudowa jednorodzinna - ul. Świętopełka

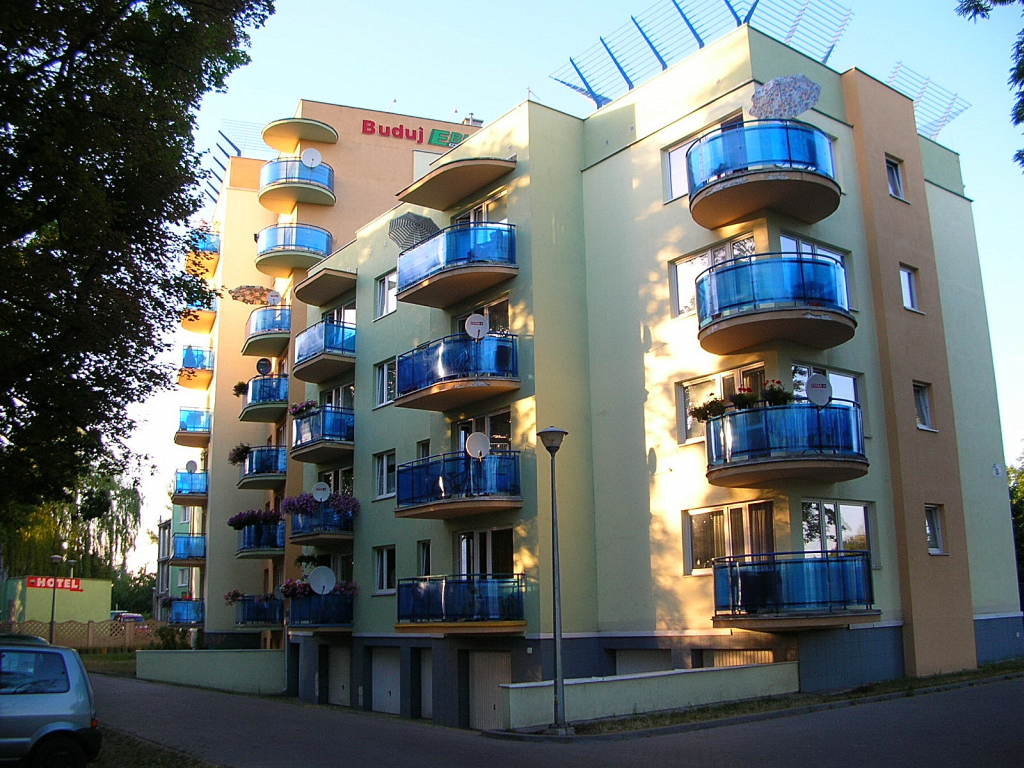
Zabudowa wielorodzinna

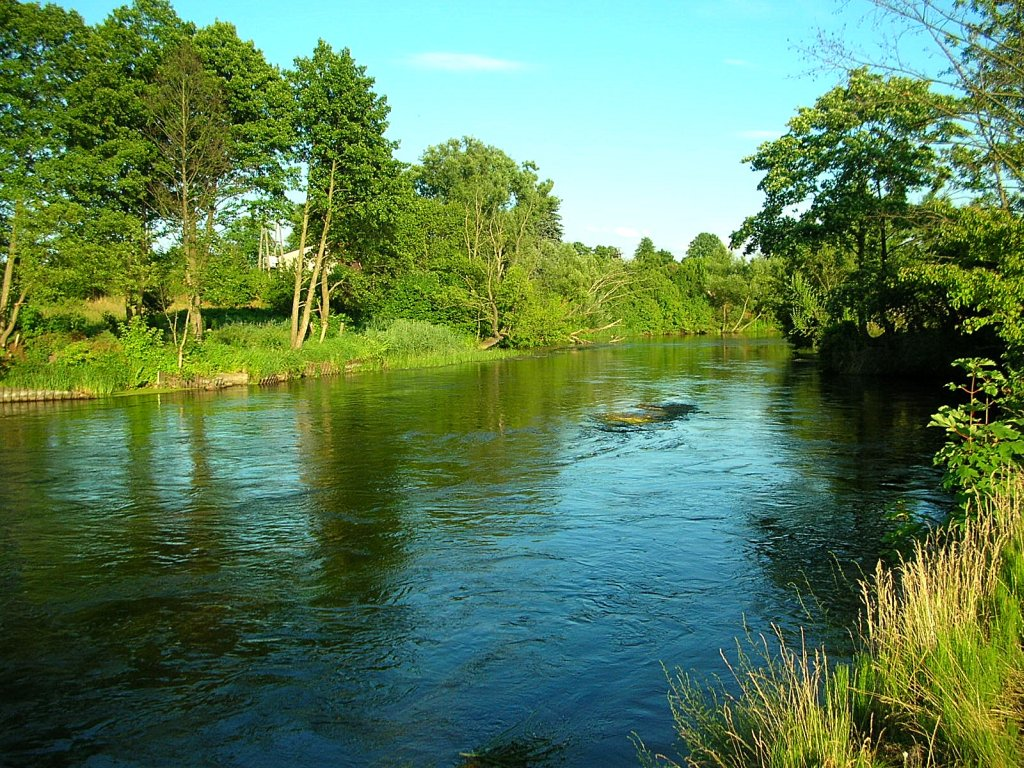
Brda na Czyżkówku

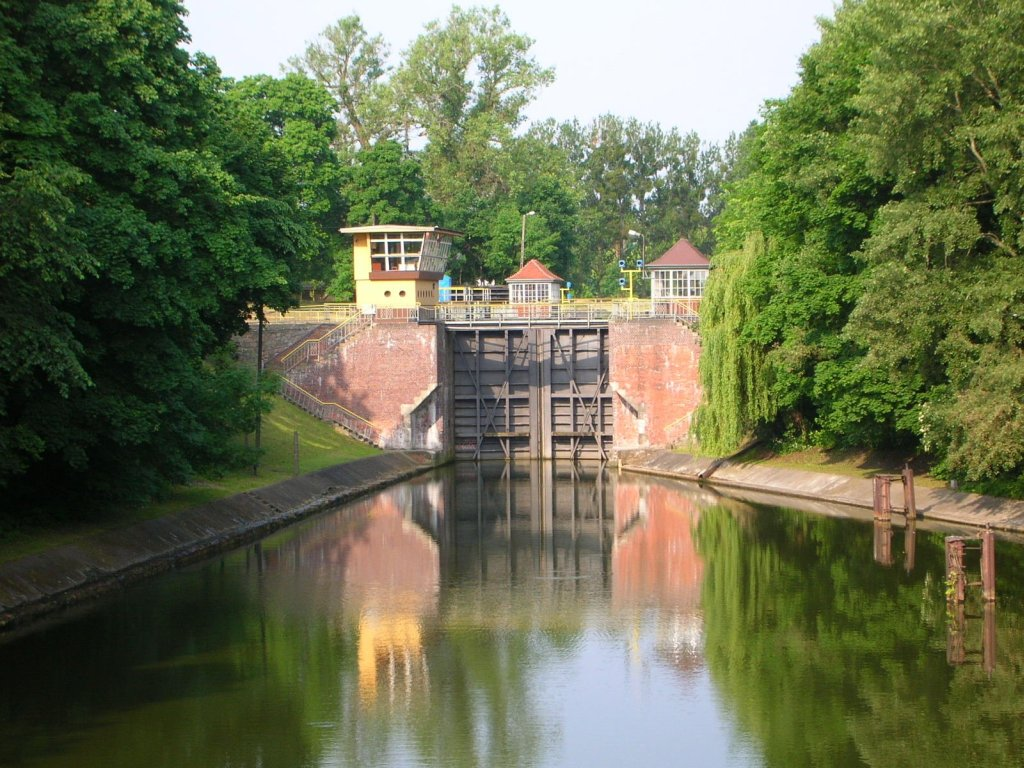
Śluza Czyżkówko na Kanale Bydgoskim

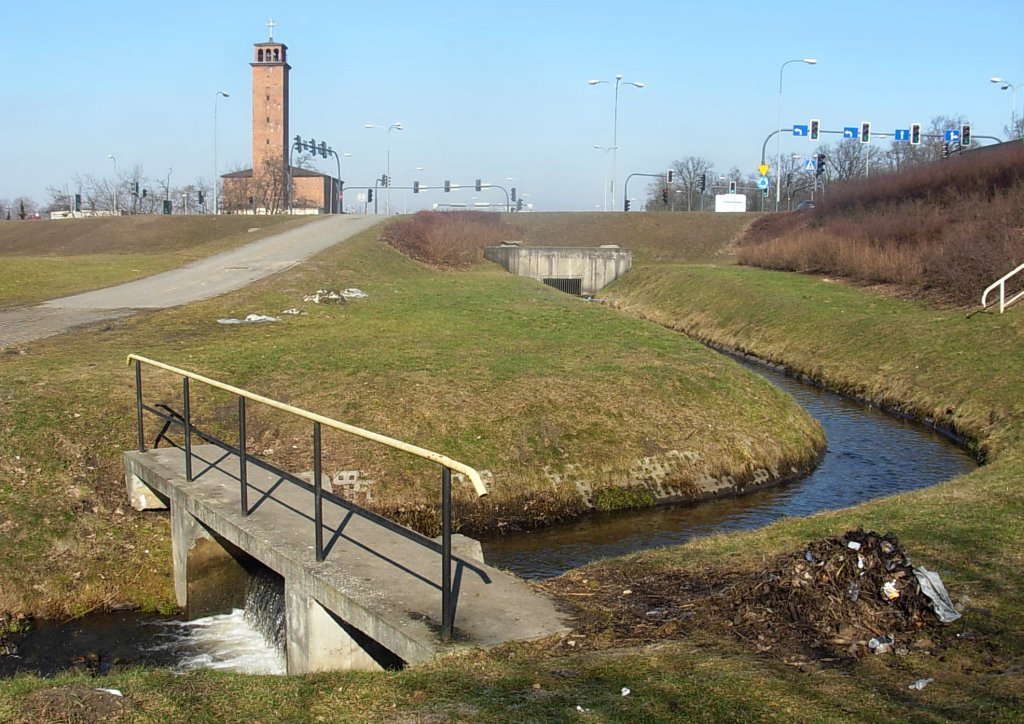
Struga Flis na Czyżkówku

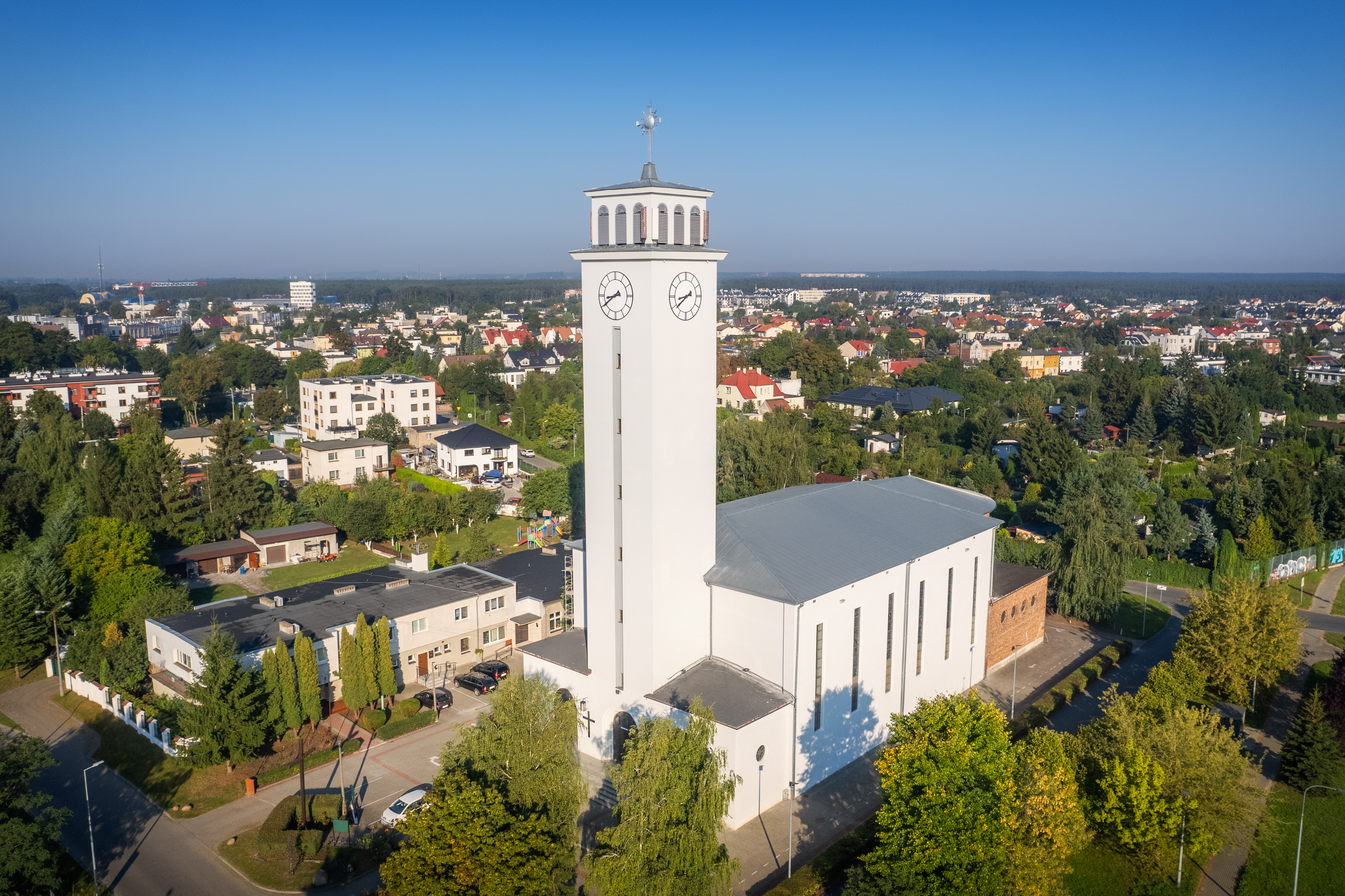
Kościół św. Antoniego z Padwy

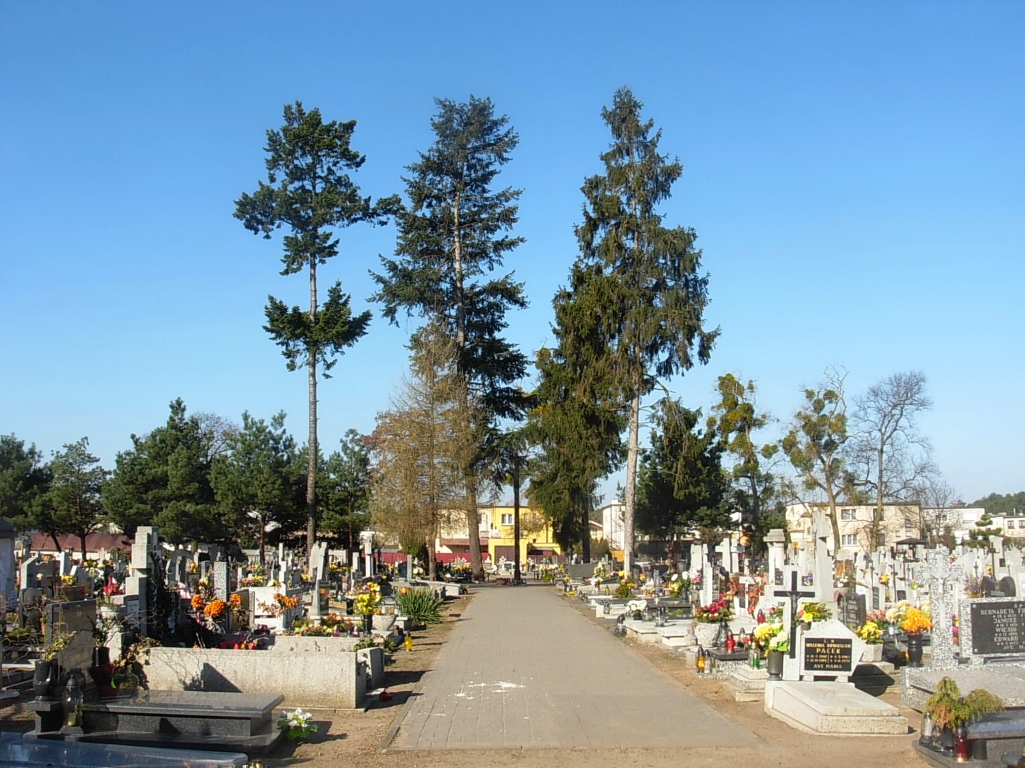
Cmentarz św. Antoniego przy ul. Podniebnej

Czyżkówko (dawniej Szuszkówka) – jednostka urbanistyczna (osiedle) położona w zachodniej części Bydgoszczy. Zachodnia granica Czyżkówka stanowi granicę miasta Bydgoszczy.

## Położenie
Jednostka urbanistyczna Czyżkówko usytuowana jest w północno-zachodniej części miasta między dzielnicami Flisy na zachodzie, Okole na południu oraz Jachcice i Piaski na wschodzie. Granicę wschodnią stanowi Brda, południową: Kanał Bydgoski i ulica Grunwaldzka, zaś zachodnią granica miasta z kompleksem tzw. Lasu Bydgoskiego.
Historycznie do obecnej jednostki urbanistycznej należy gmina Czyżkówko włączona do miasta w 1920 r. (z wyłączeniem południowo-zachodniego fragmentu, który stanowi obecnie część Flisów) oraz skrawki lasu włączone do Bydgoszczy w 1954 i 1961 r.
Pod względem fizyczno-geograficznym osiedle leży w obrębie makroregionu Pradolina Toruńsko-Eberswaldzka, w mezoregionie Kotlina Toruńska. Należy do mikroregionów: Terasa Bydgoska i Miasto Bydgoszcz. W środkowej i południowej części osiedla pod warstwą piasków dość płytko (do 4 m) zalegają iły trzeciorzędowe, odsłonięte w czasie erozji wód płynących, które zmyły powierzchniowe osady czwartorzędowe.

## Charakterystyka
Podobnie jak wszystkie osiedla zachodniej i północno-zachodniej Bydgoszczy, Czyżkówko charakteryzuje się niską zabudową jedno, bądź kilkurodzinną. Część zabudowy pochodzi z okresu międzywojennego, a nawet z okresu dawniejszego. W północnej, wschodniej i południowej części osiedla występują enklawy zabudowy przemysłowej i komunalnej (Wodociągi Miejskie, biurowiec, Maktronik, drukarnia Express Media,.
Na terenie Czyżkówka, w pobliżu Brdy, występują zbocza teras rzecznych, lecz nie są one tak wyraźne i strome jak na sąsiednich Jachcicach. Większa część osiedla leży na wysokości 41–48 m n.p.m. Brda oddzielająca Czyżkówko od Jachcic ma charakter rzeki naturalnej, o czystej wodzie (II klasa). Nad brzegami spotyka się „dzikie” plaże, a także ogrody działkowe („Radość”).
Przez Czyżkówko przebiega droga krajowa nr 25 (ul. Nad Torem i Koronowska) w kierunku Koszalina oraz droga krajowa nr 80 (ul. Grunwaldzka) w kierunku Szczecina. Czyżkówko połączone jest z centrum miasta poprzez trasę W-Z (ul. Ludwikowo) oraz ul. Grunwaldzką.
Na osiedlu znajduje się ujęcie i stacja uzdatniania wody z Brdy dla Bydgoszczy, a także cmentarz parafialny św. Antoniego.
Do przedsięwzięć ujętych w „Planie Rozwoju Bydgoszczy na lata 2009-2014”, a dotyczących Czyżkówka należały m.in.: budowa ul. Deszczowej, rozbudowa trasy W-Z, przebudowa ul. Grunwaldzkiej oraz zespołu szkół nr 16.

### Nazwa
W roku 1935 redaktor Wincenty Sławiński wydał pracę pt. „Babia Wieś, z legend podmiejskich starej Bydgoszczy”, w której zamieścił m.in. legendę o Czyżkówku. Według niej przy drodze z Bydgoszczy do Koronowa znajdowało się z dawien dawna kilka chałup, z których najokazalsza należała do kowala. Pewnego dnia młody rycerz, zatrzymawszy się tutaj dla okucia swego konia, zadurzył się w miejscowej dziewczynie, która bawiła się z czyżykiem zamkniętym w klatce. Młodzian postanowił napisać do niej list o swoim uczuciu. Nie znał ani imienia, ani adresu. Zaadresował „Czyżkówko” i list polecił pannie dyskretnie doręczyć. Sługa choć wierny, czytać nie umiał. Pismo do kasztelana pomylił z pismem do panny. Pan kasztelan błąd naprawił. Z odnalezieniem miejscowości kłopotów nie było, wszak kowal był tu jedynym. Tak to miejscowość Czyżkówkiem nazwano. Mawiano wtedy: „Jeśli waszmość boli główka jedź na łowy do Czyżkówka”.

### Ludność
W 1970 r. Czyżkówko zamieszkiwało 7,4 tys. osób, 20 lat później – 7,1 tys.. Do 2002 r. liczba mieszkańców spadła do 6,5 tys., po czym zaczęła rosnąć osiągając w 2007 r. liczbę 7,5 tys., w 2010 r. 7,7 tys., a w 2012 roku - 8,0 tys..

### Rekreacja
Na terenie Czyżkówka znajduje się ok. 5 ha terenów zieleni urządzonej i 51 ha zieleni nieurządzonej. Zapleczem rekreacyjnym są lasy otaczające osiedle od północy i zachodu oraz zielone tereny nadbrzeżne Brdy.
W 2011 r. na terenie osiedla znajdowały się następujące obiekty sportowe i rekreacyjne:
- zespół typu Orlik 2012 – ul. Koronowska 74
- hala sportowa – ul. Koronowska 74
- plac zabaw - ul. Siedlecka
- orlik - ul.Krajeńska

Osiedle posiada drogę rowerową biegnącą wzdłuż ul. Nad Torem, Koronowskiej i Pileckiego. W połowie 2013 droga rowerowa biegnąca wzdłuż ulicy Koronowskiej została wydłużona do Opławca, a w kolejnych latach do Koronowa.
Rozwój terenów zieleni zawarty w planach urbanistycznych Bydgoszczy zmierza do powołania parku dzielnicowego dla Czyżkówka w rejonie ulicy Siedleckiej. Planuje się również utworzenie parku leśnego u zbiegu ulic Chmurnej i Siedleckiej. Duży potencjał rekreacyjny na Czyżkówku prezentuje nabrzeże Brdy, docelowo przeznaczone pod bulwar nadrzeczny.

### Ochrona przyrody
Na terenie Czyżkówka znajduje się kilka pomników przyrody. Są to dęby szypułkowe przy ul. Siedleckiej o obwodzie w pierśnicy 380  cm, przy ul. św. Antoniego o obwodzie ponad 300  cm oraz wiąz szypułkowy przy ul. Grunwaldzkiej przy strudze Flis o obwodzie ponad 330  cm. Północna część obszaru leży w strefie ochrony wód Brdy, które stanowią źródło wody pitnej dla mieszkańców Bydgoszczy.

## Historia
Pierwszy zapis na temat Czyżkówka pochodzi z 1489 r. Wieś należała wówczas do starostwa bydgoskiego. Nazwę jej zapisano wówczas jako Suskowa (późniejsze wersje: Suszkowa, Suszkowka, Szuskowka), co miało oznaczać suchy, czyli pozbawiony lasów obszar, czy też miejsce po wyrębie. Nazwa ta w późniejszym czasie ewoluowała, od form zbliżonych do Suszkówka poprzez nazwy Szyszkówka, Czyszkówko (nazwa stosowana krótko po 1918) aż po współczesną. W XVII i XVIII wieku wieś nosiła nazwy Szuszkowko, Szyszkowko czy Suszkówko, od połowy XVIII wieku Cziskowke, natomiast w XIX wieku Czyszkowke oraz Czyskowke.
Już w XV wieku na terenie obecnej dzielnicy wzmiankowany był młyn wodny. W 1514 r. we wsi, liczącej 15 łanów (ok. 270 ha), znajdowała się karczma, opustoszały młyn, folusz i stępy szewskie. W połowie XVI wieku mieszkało tu 12 rodzin kmiecych. Wieś królewska Suszkówka starostwa bydgoskiego położona była w końcu XVI wieku w powiecie bydgoskim województwa inowrocławskiego. W 1646 r. starosta bydgoski Franciszek Ossoliński nadał na prawie olęderskim grunt z młynem i prawem budowy papierni mieszczaninowi bydgoskiemu Andrzejowi Paulusikowi.
W czasie potopu szwedzkiego folwark na Czyżkówku uległ całkowitemu zniszczeniu. Około 1680 r. mieszkało tu z rodzinami czterech rolników, owczarz, karczmarz, młynarz i grabarz. Młyn zbudowano na nowo przy trzech stawach (górny, sprzedni, młyński), które użytkowano dla połowu ryb. Oprócz płacenia czynszu rocznego chłopi byli obowiązani odbywać 24 dni pańszczyzny we żniwa. Przed wojną północną mieszkało na Czyżkówku 7 rodzin, w 1712 już tylko jedna, a w 1713 roku wieś była całkowicie opuszczona. Pod wpływem ciężarów spowodowanych wojną ludność ratowała się ucieczką bądź też pozostała na miejscu, ale była tak zrujnowana, że nie mogła płacić podatków. W 1717 r. powrócił młynarz, ale stan młyna był bardzo zły. Odbudowę gospodarczą wsi wójtostwa i starostwa bydgoskiego podjęto po ustabilizowaniu się sytuacji politycznej w latach 20 XVIII wieku. 26 września 1723 roku wójt bydgoski Stanisław Poniatowski (ojciec późniejszego króla Stanisława Augusta Poniatowskiego) osadził we wsi Jana Krystiana Kriga na podstawie kontraktu czynszowego typu olęderskiego. W 1731 r. podobny kontrakt na lat 50 otrzymał młynarz. Obaj gospodarze mieli obowiązek płacić rocznie na rzecz wójta ponad 900 złotych podatków (czynsz, pogłówne, hiberna). W 1753 r. odnotowano, że wieś posiadała 6 włók i 15 morgów ziemi uprawnej. Tuż przed I rozbiorem Polski folwark na Czyżkówku dzierżawił Jan Dammer, a  młyn – Krzysztof Dammer.
Areał folwarku Czyżkówko sięgał Miedzynia i Prądów w okolicy drogi do Nakła. Zbudowany w 1774 r. Kanał Bydgoski spowodował poszatkowanie pól należących do folwarku oraz przeniesienie do innych gmin jak Miedzyń i Okole części dawniej należących do Czyżkówka. Do 1791 r. osiedlono tu 20 rodzin z Niemiec i założono papiernię. Dalszych 10 rodzin trafiło tu w 1818 roku po rozparcelowaniu majątku Chmury (niem. Wolken; rejon dzisiejszej ulicy Chmurnej). Wówczas na terenie Czyżkówka i Chmury było 61 domostw. Na początku XIX w. powstał browar i cegielnia - wszystkie zasilane wodami Flisa. W tym czasie na terenie folwarku istniały: dom mieszkalny, owczarnia, obora, stodoła, stajnia, remiza wozowa, chlewy, kurniki oraz czworaki dla służby.
Spis miejscowości rejencji bydgoskiej z 1833 r. podaje, że na Czyżkówku mieszkało w sumie 485 osób (379 ewangelików, 106 katolików) w 59 domach. Według opisu Jana Nepomucena Bobrowicza z 1846 r. kolonia, papiernia, folwark i młyn Czyżkówko należały do rządowej domeny bydgoskiej. Kolejny spis z 1860 r. podaje, że na terenie Czyżkówka znajdowały się: folwark (właściciel W. Peterson), kolonia osadnicza, kolonia leśna, młyn i leśniczówka. Liczyły one w sumie 781 mieszkańców (622 ewangelików, 159 katolików) w 67 domach. Przy folwarku znajdowała się szkoła elementarna. Miejscowość należała do parafii katolickiej i ewangelickiej w Bydgoszczy.
Około 1820 roku zbudowano pierwszą na Czyżkówku szkołę, którą rozbudowano w 1830 r. Istniała ona przy ul. Koronowskiej, w 1857 r. miała dwa oddziały: ewangelicki i katolicki. W 1870 r. uczęszczało do niej 230 dzieci, co w połowie zaspokajało potrzeby osiedla. Od 1874 oba oddziały wyznaniowe połączono w jeden Simultanschule, a w 1899 r. placówkę rozbudowano (6 izb lekcyjnych).
W XIX w. kolonia Czyżkówko nosiła nazwę Kleinau. W II połowie XIX w. władze pruskie zmieniły nazwę osiedla na Jägerhof. W tym czasie na Czyżkówku znajdował się parowy młyn Maxa Krügera przy ul. Elbląskiej (funkcjonujący do lat 50. XX wieku, następnie magazyn, po dwóch pożarach rozebrany na początku 2015) oraz należąca do niego destylarnia rumu i likierów (u zbiegu ul. Elbląskiej i Grunwaldzkiej). W latach 1904–1908 przy ul. Koronowskiej 14 zbudowano kosztem 64 tysięcy marek kościół ewangelicki na 250 miejsc siedzących, który poświęcono 16 listopada 1909. Nad wejściem umieszczono napis Land! Land! Höre des Herrn Wort. Kościół ten został uszkodzony w czasie walk 3 września 1939. Po II wojnie światowej został zdewastowany, a następnie przekształcony w magazyn. W późniejszym okresie pełnił funkcję salki parafialnej, obecnie znajduje się tu przedszkole Iguś. Dawna plebania protestancka jest obecnie zajęta przez dom zakonny Albertynek.
W 1905 r. na terenie Czyżkówka było 187 budynków i 2134 mieszkańców, w tym 348 posługiwało się językiem polskim, a 1786 – niemieckim.
Po odzyskaniu niepodległości w 1920 r. gmina Czyżkówko o powierzchni 382 ha włączona została do Bydgoszczy. Poza miastem pozostało jedynie leśnictwo Czyżkówko. Osiedle należało wówczas do katolickiej parafii św. Trójcy w Bydgoszczy. W 1933 r. została erygowana parafia pw. św. Antoniego z Padwy na Czyżkówku, która obejmowała przedmieścia Czyżkówko i Miedzyń oraz wsie Prądy, Drzewce, Łochowo, Łochowice, Lisi Ogon, Osową Górę, Opławiec i Sanatorium w Smukale. Obecnie parafia obejmuje swoim zasięgiem osiedle Czyżkówko.
W 1920 r. na terenie dawnej cegielni przy ul. Siedleckiej powstała Bydgoska Fabryka Papieru Sp. Akc., w której większość kapitałów należała do obywateli niemieckich. Przedsiębiorstwo to, upaństwowione po II wojnie światowej, działało do lat 90. XX w. (od 1953 jako Bydgoskie Zakłady Papiernicze). Innym przedsiębiorstwem była Bydgoska Fabryka Urządzeń Chłodniczych „Byfuch” przy ul. Grunwaldzkiej, która powstała w 1920 r. jako Fabryka Zapałek - Promień - Towarzystwo Akcyjne. W 1932 r. rozbudowano szkołę na Czyżkówku według projektu bydgoskiego architekta Bogdana Raczkowskiego. Wówczas szkoła zwała się: siedmioklasowa publiczna szkoła powszechna im. Stanisława Konarskiego.
Intensywniejsza zabudowa osiedla datuje się od 1961 r., kiedy bydgoska Miejska Rada Narodowa wyznaczyła na tym terenie działki budowlane pod budownictwo indywidualne, finansowane ze środków własnych ludności. W ślad za tym nie szły jednak przedsięwzięcia dotyczące uzbrojenia terenów i budownictwa usługowego, jako że główny front robót dotyczył osiedli budownictwa wielorodzinnego realizowanych na górnym i dolnym tarasie miasta, a następnie w dzielnicy Fordon. W latach 60. zbudowano na Czyżkówku główne ujęcie wody na Brdzie dla Bydgoszczy, które rozbudowano w latach 80. oraz po 2000 r. z udziałem funduszy europejskich. W lesie graniczącym z Czyżkówkiem powstały stawy filtracyjne, stanowiące ważny element infrastruktury służącej zaopatrzeniu miasta w wodę.
W 2010 r. rozebrano wpisany do ewidencji zabytków pałacyk przy ul. Grunwaldzkiej 207.
W 2016 przystąpiono do utwardzania ulicy Siedleckiej (na 1,25  km odcinku od Pileckiego do Karolewskiej; realizacja w 2017), ul. Świekatowskiej oraz - przy współfinansowaniu mieszkańców - ul. Kuczmy, którą ukończono w 2017 r. (397 metrów za 466 tys. 574 zł). W 2017 ogłoszono przetarg na utwardzenie ul. Siedleckiej od ul. Chmielnej do ul. Koronowskiej (termin realizacji: 2019, koszt 4,9 mln zł), a w 2018 wytypowano do utwardzenia ulice Byszewską (1,3 km długości; koszt: 5,1 mln zł) i Łubinową (540 m, koszt: 4,85 mln zł)); pierwsza z nich doczekała się realizacji wiosną 2019, a druga miała zostać wykonana do jesieni 2019, jednak nastąpiło to dopiero wiosną 2020. Również w 2019 dzięki partycypacji mieszkańców utwardzono ulicę Świętopełka (koszt: 724 tys. zł). Ponadto w 2018 zrealizowano utwardzenie ażurowymi płytami betonowymi ulicy Borowiackiej (od Wiejskiej do Krajeńskiej) oraz Karsińskiej. W 2020 dzięki środkom z budżetu obywatelskiego ma się rozpocząć realizacja pieszojezdni na części ul. Chmurnej.
W październiku 2019 rozpoczęto budowę kładki dla pieszych między Czyżkówkiem a Jachcicami, łączącej ul. Świekatowską i Jednostronną, o długości ok. 67 m i szerokości ponad 8 m (droga rowerowa o szerokości 2,75 m oraz chodnik o szerokości 2 m), wykorzystującej planowaną konstrukcję nośną umożliwiającą przeprowadzenie nad Brdą ciepłociągu.
25 października 2022 przy Rondzie Maczka oddano do użytku pierwszy w Bydgoszczy parking Park&Ride

## Ciekawostki
W lasach na północny zachód od dzielnicy znajdowały się niegdyś rowy, ciągnące się od ulicy Koronowskiej przez rejon leśniczówki przy ul. Wyrzyskiej 24 ku skrzyżowaniu ulic Kruszyńskiej i Gęsiej. Uważane kiedyś za fragment umocnień (Niemcy nazywali je Schwedenschanze, czyli Okopy Szwedzkie, polscy historycy Wałami Kujawskimi), w istocie stanowiły one oznaczenie granicy między posiadłościami miejskimi a szlacheckimi i duchownymi. Wspomniane wyżej lasy w czasie wojny zostały zajęte na potrzeby bazy amunicyjnej Luftwaffe. Przejęte po wojnie przez Wojsko Polskie, w niewielkiej części znajdują się w jego posiadaniu do dziś. Zasadnicza część dawnego kompleksu (150 ha) została przejęta przez nadleśnictwo w Żołędowie i w latach 2013-14 kosztem 500 tys. zł oczyszczona z zalegających materiałów wybuchowych (80 tys. pocisków, w tym niemieckich bomb kasetowych SD2 Sprengbombe Dickwandig 2 kg oraz 13 polskich bomb lotniczych wz. 27 - najstarszych bomb produkowanych w Polsce).
Na terenie Czyżkówka znajdowały się niegdyś dwa cmentarze ewangelickie z ok. 1840 r. Pierwszy z nich znajdował się przy ul. Głuchej i posiadał rozmiary 150 x 50 m. Drugi cmentarz - dawny cmentarz ewangelicki parafii Okole (zamknięty w 1925 r.) posiadał kostnicę i zlokalizowany był przy ulicy Siedleckiej. W 1970 r. tereny zajmowane przez obydwa cmentarze przekształcono w parki. W 2006 r. przy ul. Głuchej umieszczono czarną granitową tablicę o treści cmentarz ewangelicki XIX w. - 1945, Bydgoszcz 2006.
W pobliżu Śluzy Okole, w miejscu, w którym w 1969 roku realizowano jeden z odcinków serialu Czterej pancerni i pies, stoi wieżyczka czołgu z numerem 102.
W 2015 podjęto decyzję, że w budynku przy ul. Siedleckiej 10, należącym dotąd do KPEC, powstanie bydgoski oddział CBA (pierwotnie rozpatrywano lokalizację w dawnej Policyjnej Izbie Dziecka przy ul. Chodkiewicza).

### Stawy na Czyżkówku
W drugiej połowie XVII w. na południe od wsi Czyżkówko, na Flisie znajdowały się trzy stawy: Górny, Sprzedni i Młyński, powstałe na skutek spiętrzenia groblami tej strugi. Poza funkcją energetyczną (napęd młyna), pełniły też rolę hodowlaną. Mapa Schroettera z lat 1796-1802 przedstawia dwa stawy na Flisie: jeden zasilający młyn i drugi – papiernię (istniejącą do 1860 r.) Podczas budowy Pruskiej Kolei Wschodniej w 1851 r. oraz kolei wąskotorowej Bydgoszcz-Koronowo, część gruntów ze dwoma stawami przeznaczono pod nasypy. W ramach odszkodowania młyn został wyposażony w napęd motorowy i funkcjonował odtąd w oparciu o jeden staw aż do 1951 r. W latach 90. XX w. po stawie pozostał jedynie porośnięty trawą teren.

## Ludzie związani z Czyżkówkiem
- Roman Jasiakiewicz – Prezydent Miasta Bydgoszczy w latach 1998-2002
- Grażyna Ciemniak – senator III kadencji, poseł na Sejm IV i V kadencji, od 2011 zastępca prezydenta Bydgoszczy
- Sebastian Chmara – polski lekkoatleta, wieloboista, halowy mistrz świata, od 2010 zastępca prezydenta Bydgoszczy

## Galeria

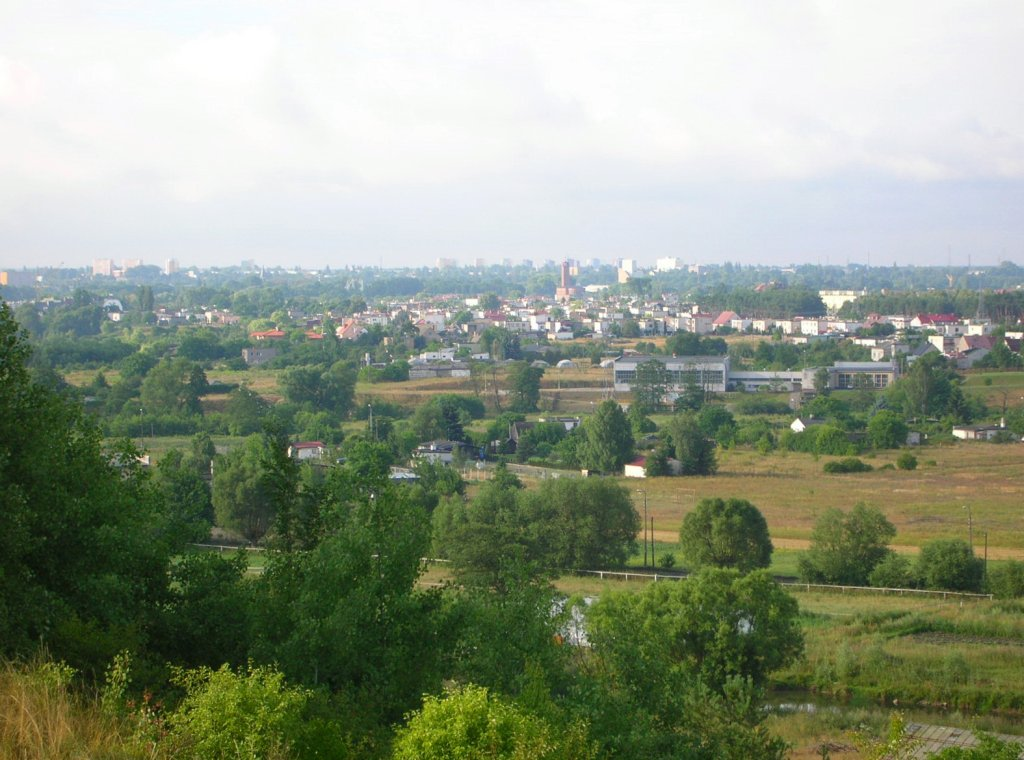
Widok Czyżkówka z osiedla Piaski
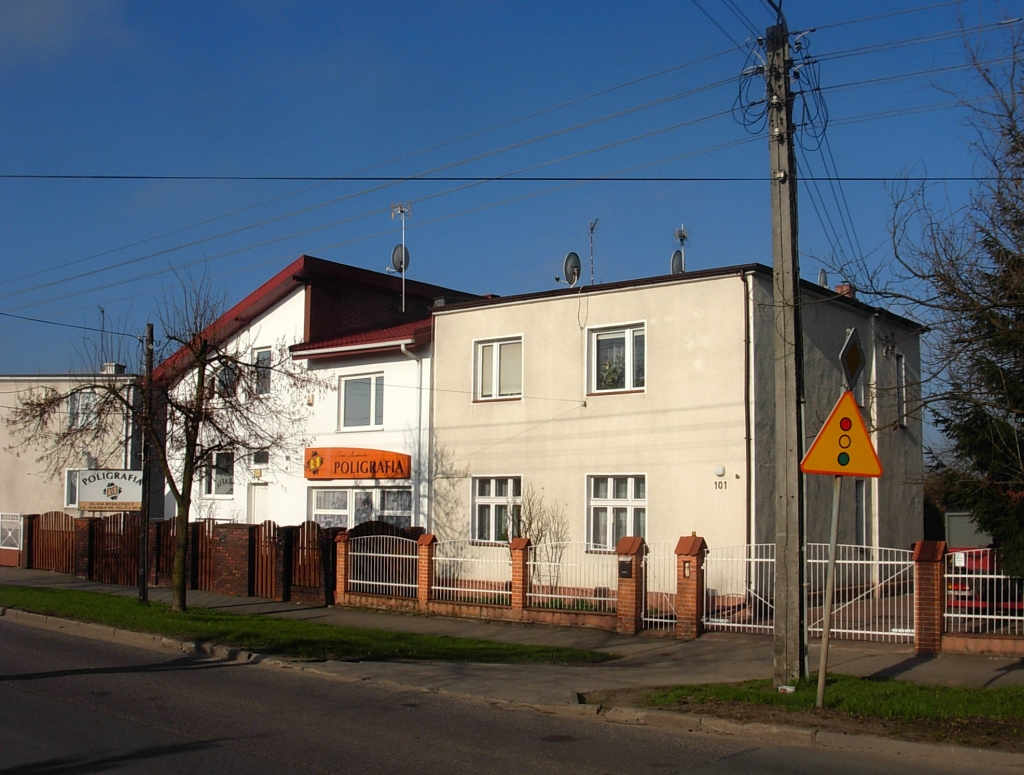
Ulica Wiejska
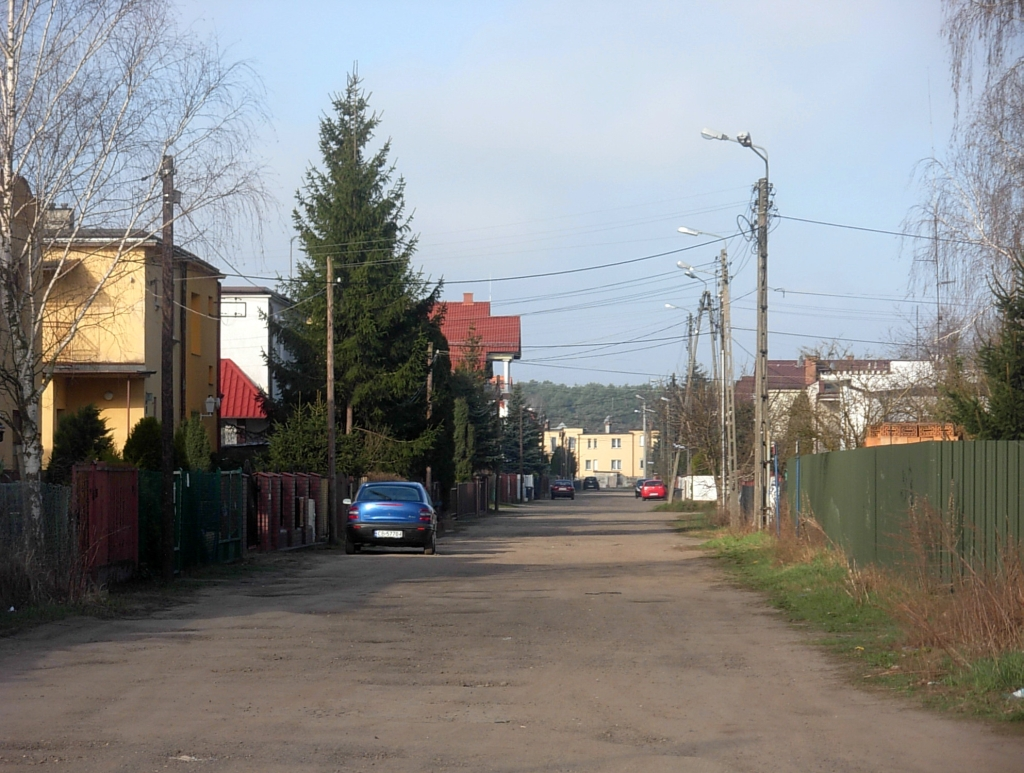
Ulica Burzowa
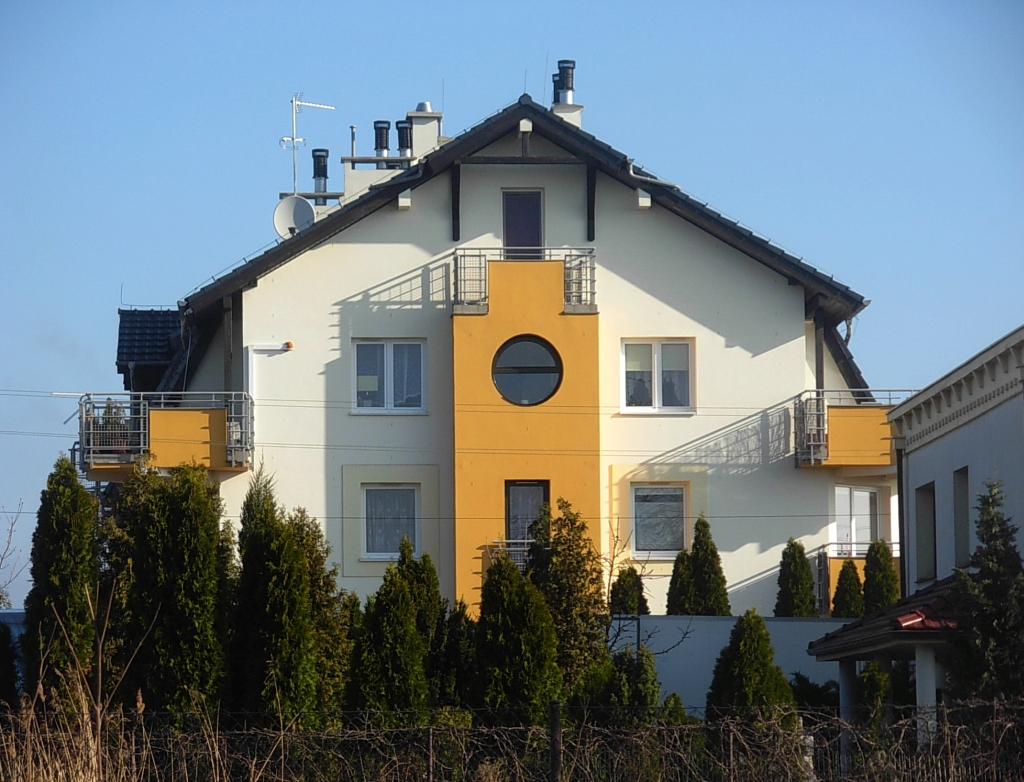
Budynek przy ul. Mściwoja
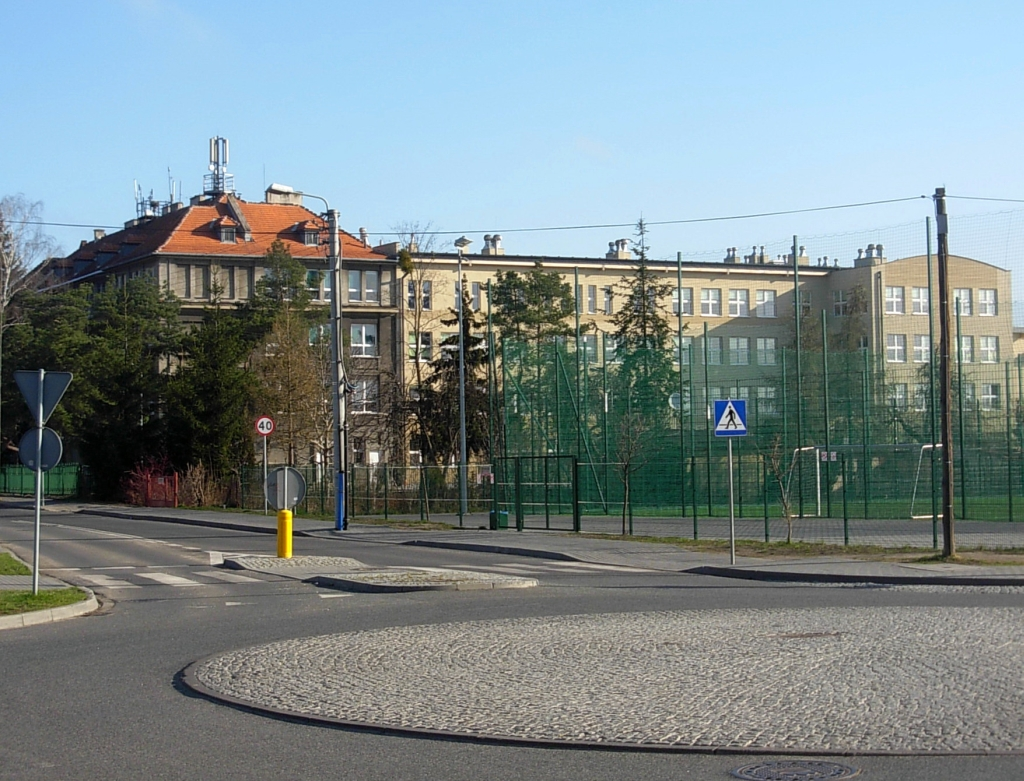
Zespół Szkół przy ul. Koronowskiej
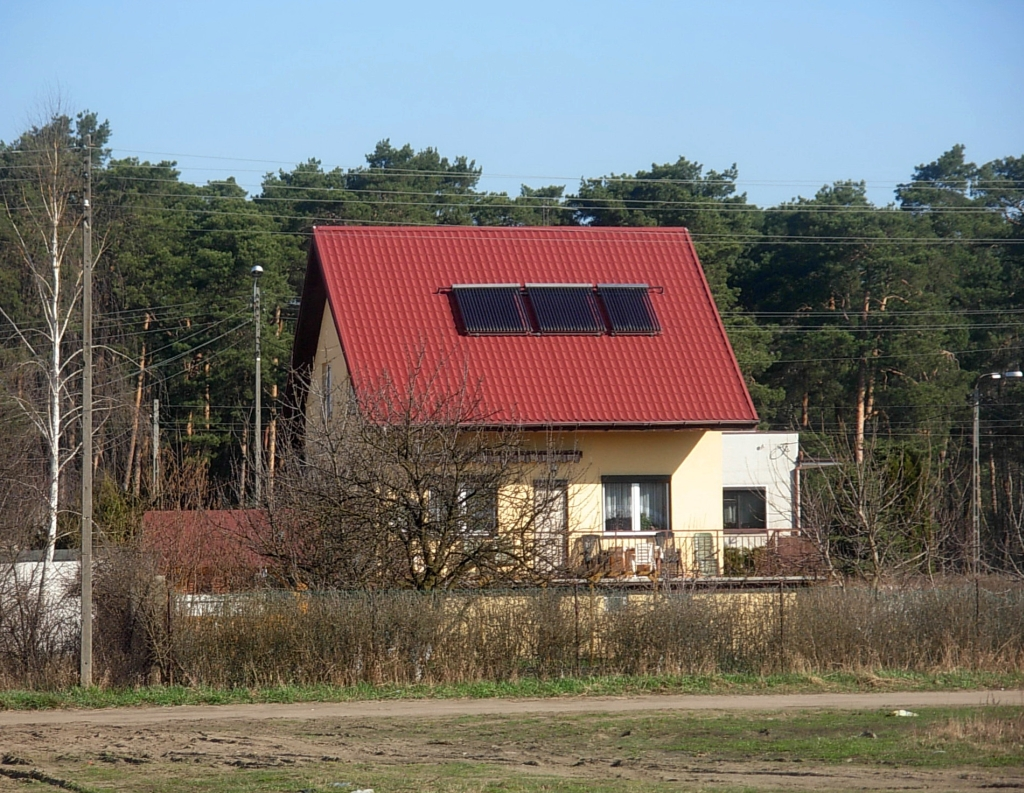
Zabudowa przy ul. Deszczowej
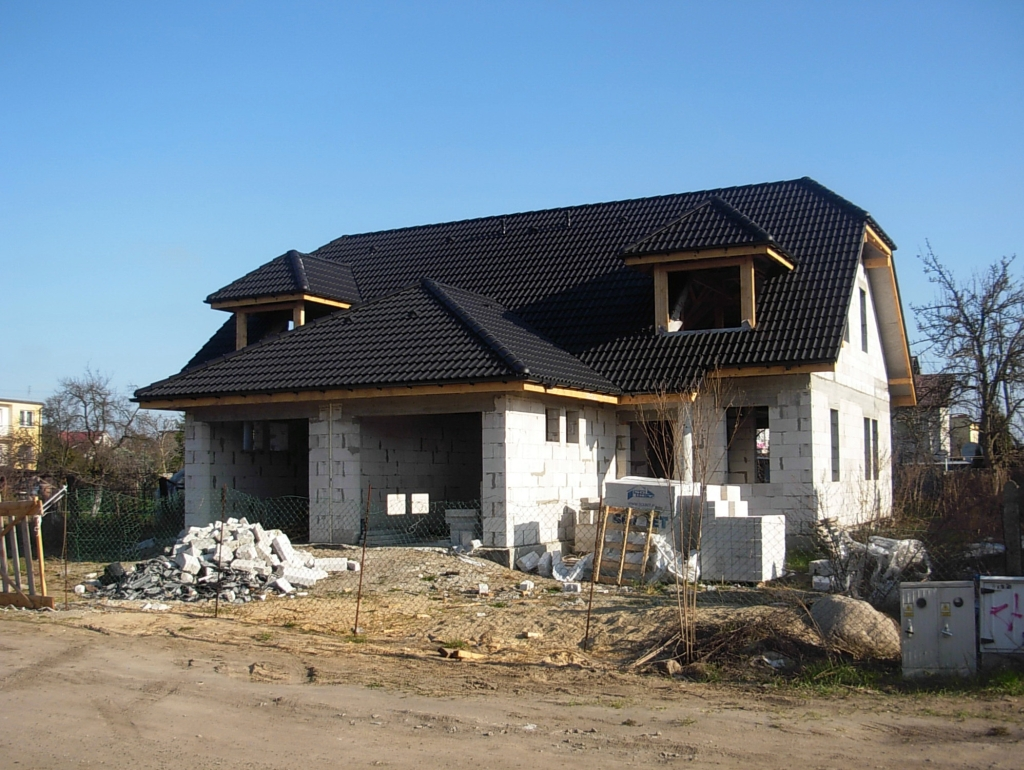
Dom w budowie
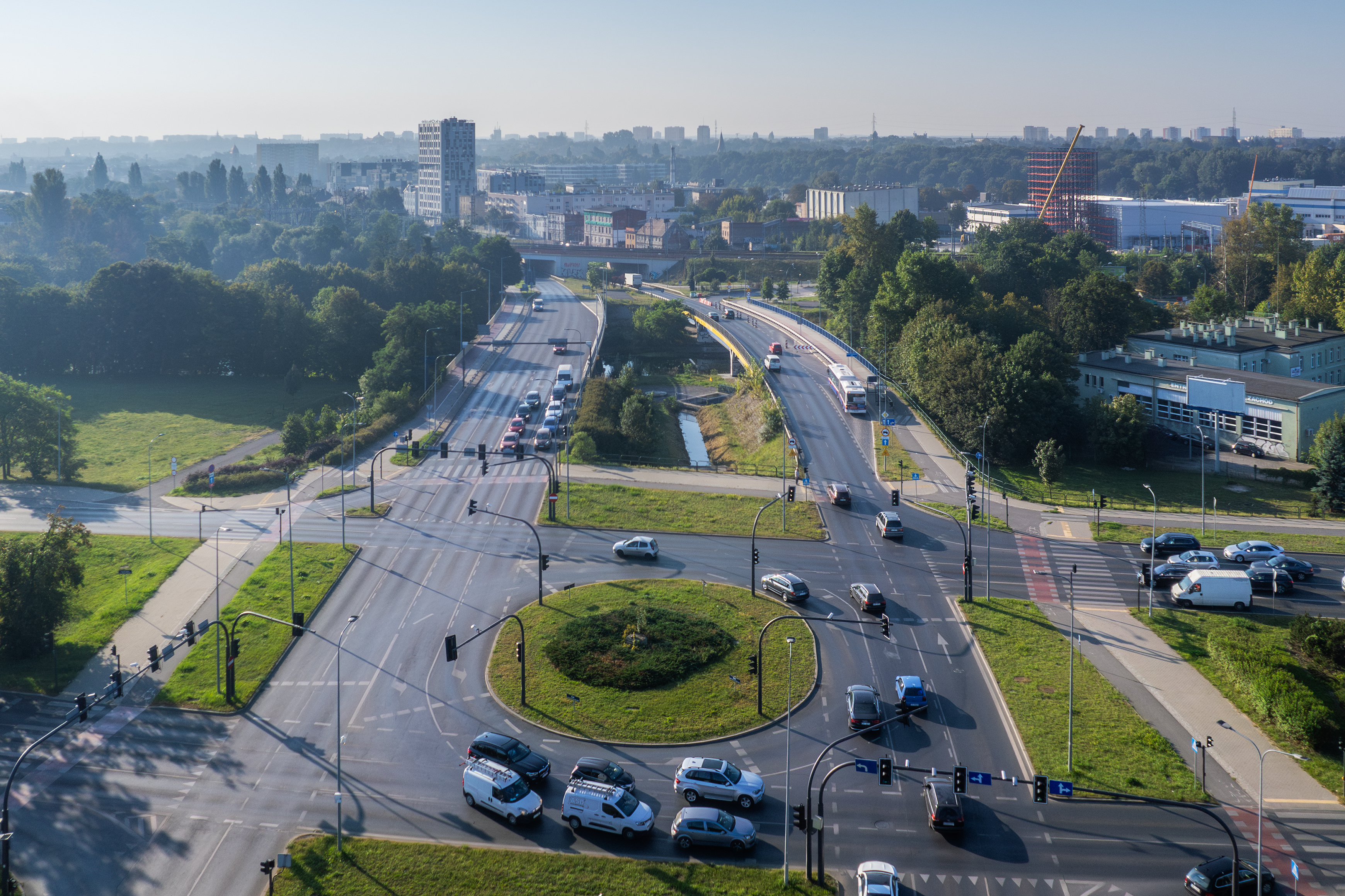
Ulica Grunwaldzka na Czyżkówku
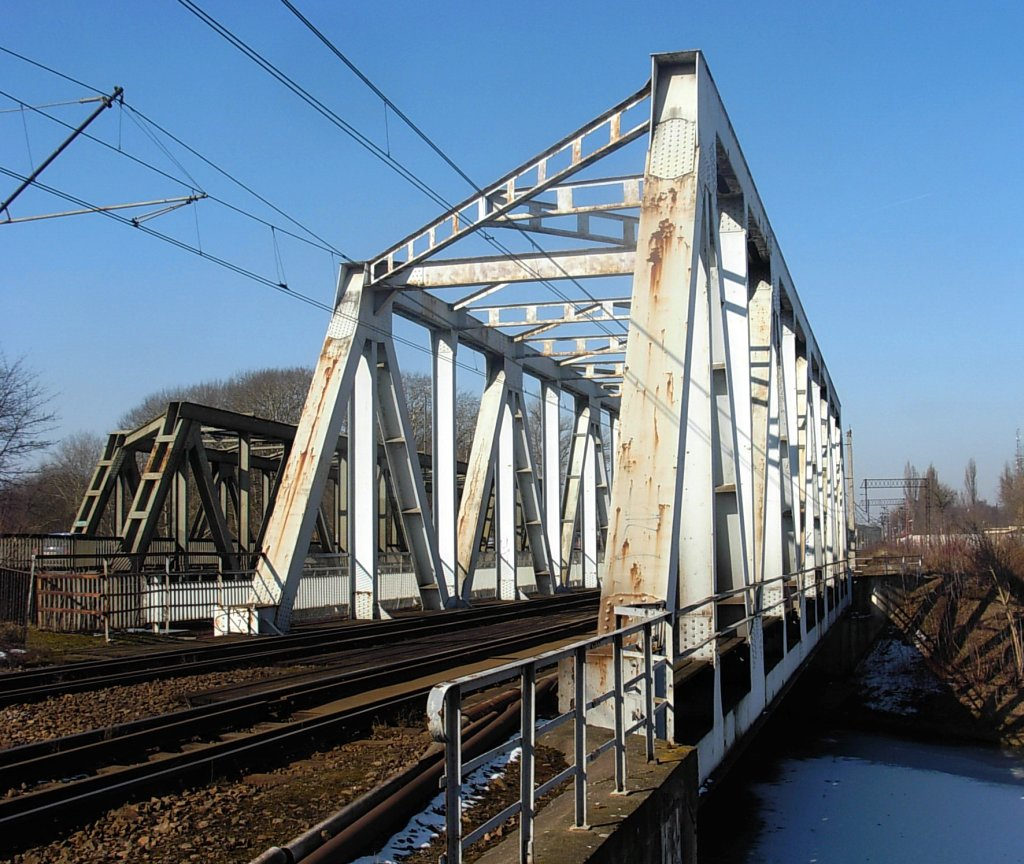
Most kolejowy nad Kanałem Bydgoskim na styku Czyżkówka, Okola i Flisów
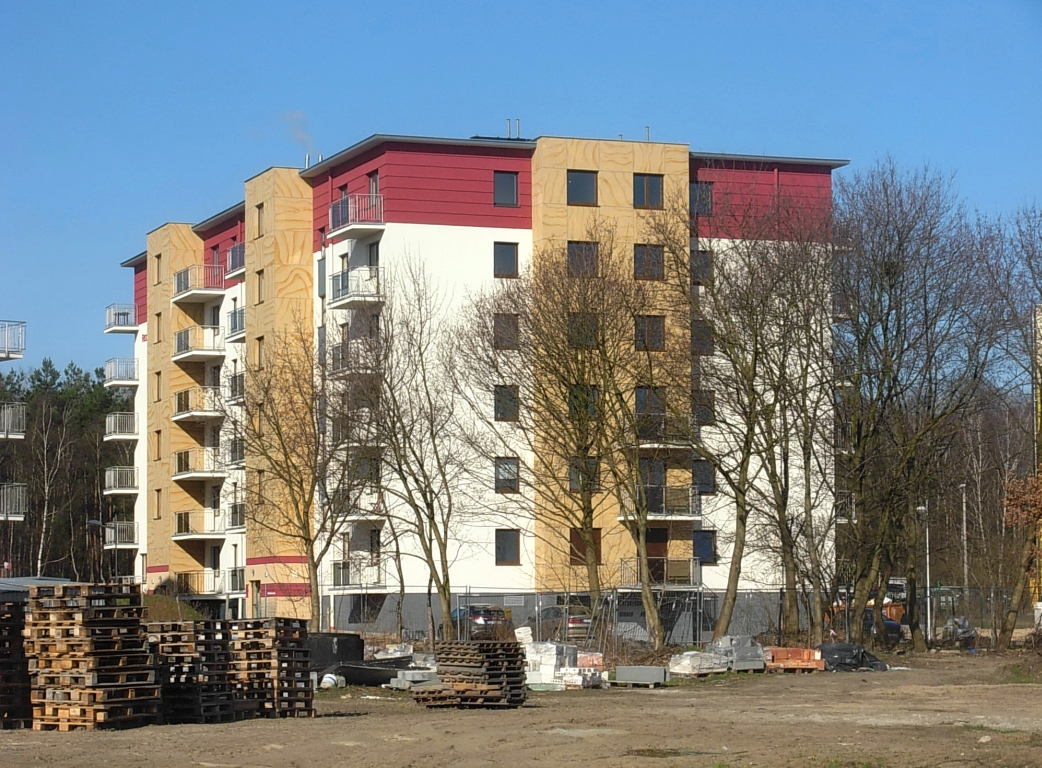
Budynek przy ul. Wyrzyskiej
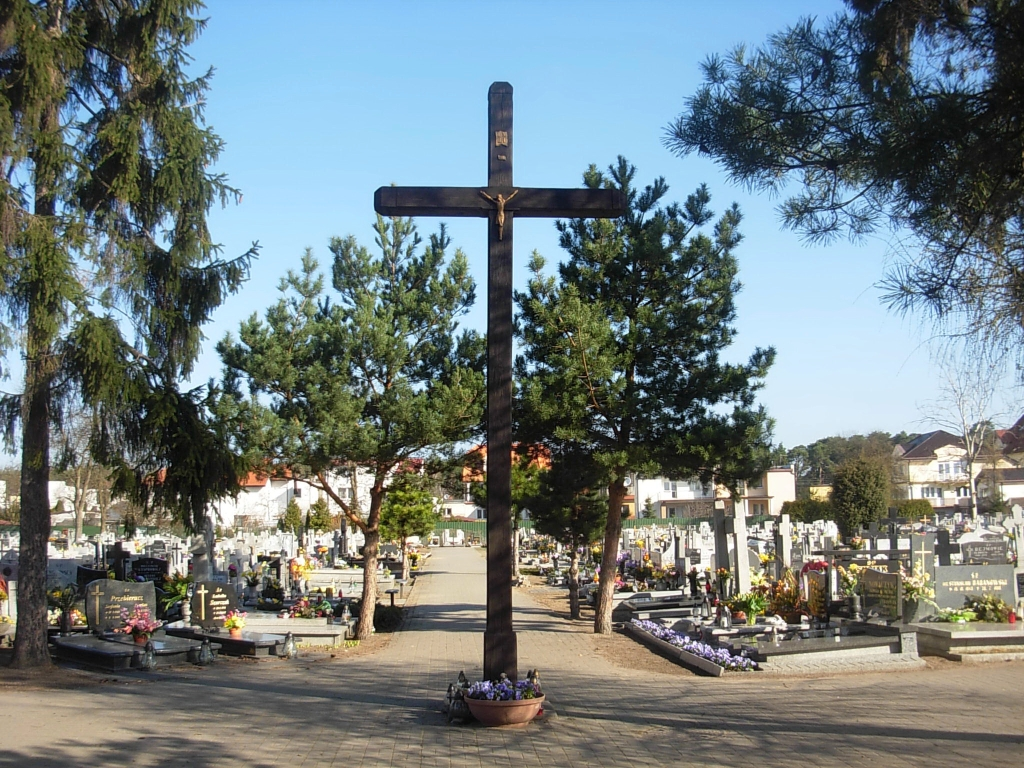
Cmentarz parafialny
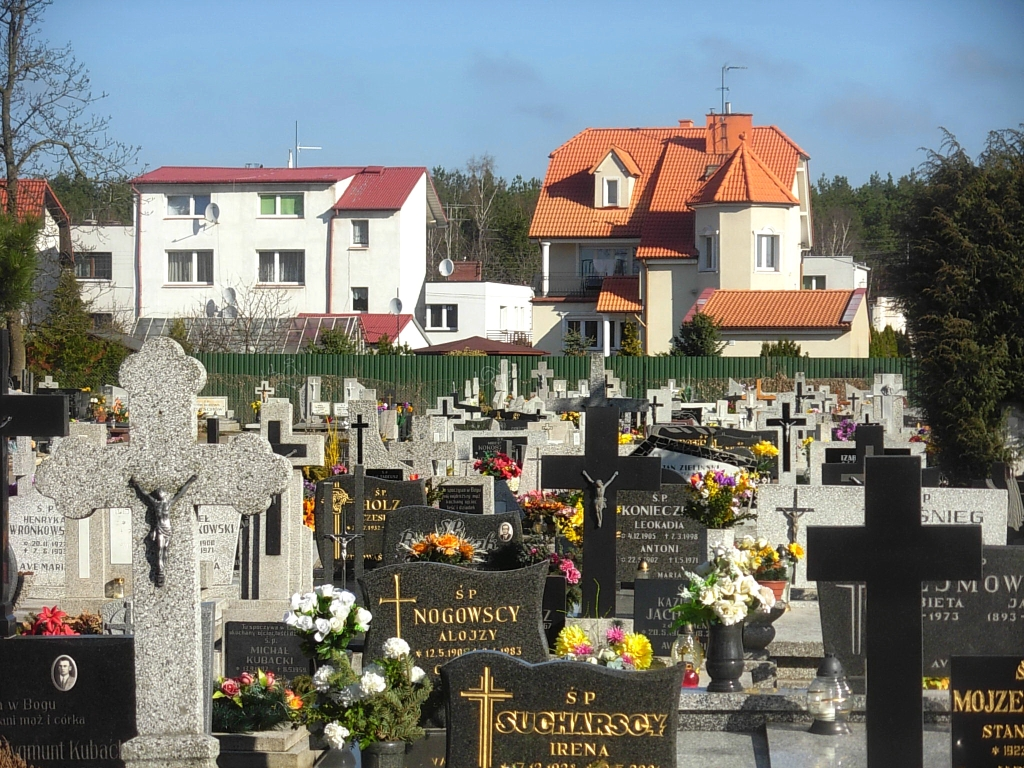
Cmentarz na tle zabudowy
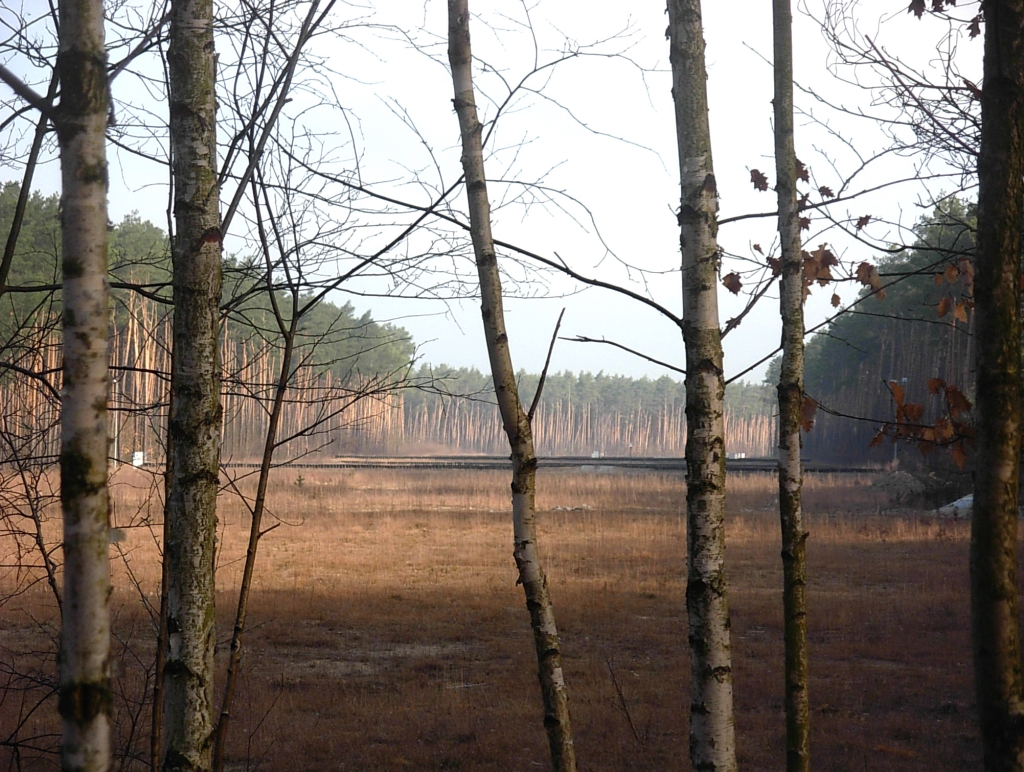
Stawy infiltracyjne MWiK w lesie otaczającym Czyżkówko